# Daína Chaviano
Daína Chaviano (L'Havana, 19 de febrer de 1957) és una escriptora cubana d'origen gallec i asturià.,

## Biografia
Va guanyar el seu primer premi literari quan estudiava a la Universitat de L'Havana, on es va llicenciar en Llengua i Literatura Anglesa. Quan vivia a Cuba va publicar diversos llibres de ciència-ficció y fantasia, i va esdevenir l'autora més venuda i admirada d'aquests gèneres en la història del seu país. La seva prosa és igual d'encertada tant en la modalitat fantàstica con en l'anomenada literatura tradicional.
És considerada una de les tres autores més importants de la ciència-ficció en castellà, juntament amb Angélica Gorodischer (Argentina) i Elia Barceló (Espanya), amb qui conforma l'esmentada «trinitat femenina de la ciència-ficció a Hispanoamèrica».
Els seus temes literaris engloben la mitologia, l'erotisme, la història antiga, la sociologia, la parapsicologia, la política i la màgia, desenvolupats amb un estil ple d'imatges poètiques i alhora sensuals.
Entre les seves obres més importants cal destacar el cicle «La Habana oculta», compost per les novel·les Gata encerrada, Casa de juegos, El hombre, la hembra y el hambre i La isla de los amores infinitos, guardonada amb la Medalla d'Or al certamen Florida Book Awards 2006, que premia els millors llibres publicats anualment als Estats Units.
La isla de los amores infinitos ha estat publicada en 25 idiomes, i per això s'ha convertit en la novel·la cubana més traduïda de tots els temps.
Daína Chaviano viu a Miami (Estats Units) des del 1991.

## Obres

### Fora de Cuba
- 2017: Extraños testimonios (contes). Huso, España.
- 2007: Historias de hadas para adultos (ciència-ficció). Minotauro, España.
- 2006: La isla de los amores infinitos (novel·la). Editorial Grijalbo, España.
- 2005: El abrevadero de los dinosaurios (contes). Sello Nueva Imagen, Mèxic.
- 2004: Los mundos que amo (ciència-ficció juvenil). Editorial Alfaguara, Bogotá, Colombia.
- 2003: Fábulas d'una abuela extraterrestre (ciència-ficció). Editorial Océano, Mèxic.
- 2001: País de dragones (contes, literatura juvenil). Espasa Juvenil, Madrid, España.
- 2001: Gata encerrada (novel·a). Editorial Planeta, Barcelona, España.
- 1999: Casa de juegos (novel·a). Editorial Planeta, Barcelona, España.
- 1998: El hombre, la hembra y el hambre (novel·la). Editorial Planeta, Barcelona, España.
- 1994: Confesiones eróticas y otros hechizos (poesia). Editorial Betania, Madrid, España.

### A Cuba
- 1990: El abrevadero de los dinosaurios (contes). Letras Cubanas.
- 1989: La anunciación (guió de cinema). Editorial Extensión Universitaria.
- 1988: Fábulas d'una abuela extraterrestre (ciència-ficció). Letras Cubanas.
- 1986: Historias de hadas para adultos (ciència-ficció). Letras Cubanas.
- 1983: Amoroso planeta (contes de ciència-ficció). Letras Cubanas.
- 1980: Los mundos que amo (contes de ciència-ficció). Ediciones Unión.

## Premis i distincions
- 2007: Medalla d'Or en la categoria Millor Llibre en Llengua Espanyola. Florida Book Awards, Estats Units.
- 2004: Màxima Convidada d'Honor al 25è Congrés Internacional de l'Art Fantàstic, Fort Lauderdale, Estats Units.
- 2003: Premi Internacional de Fantasia Goliardos, Mèxic.
- 1998: Premi Azorín de Novel·la, Espanya.
- 1990: Premi Anna Seghers, Acadèmia d'Arts de Berlín, Alemanya.
- 1989: Premi Nacional de Literatura Juvenil "La Edad de Oro", Cuba.
- 1988: Premi Nacional "13 de marzo" al millor guió de cinema inèdit, Cuba.
- 1979: Premi Nacional de Literatura David de Ciència-ficció, Cuba.